# Чемпіонат Північної і Центральної Америки та країн Карибського басейну з легкої атлетики 2022
Чемпіонат Північної і Центральної Америки та країн Карибського басейну з легкої атлетики 2022 відбувся 19-21 серпня в багамському Фріпорті на стадіоні спортивного комплексу «Великі Багами».
Чемпіонат став 4-ю в історії континентальною першістю (перша була проведена 2007 року) для легкоатлетів 35-ти країн Північної Америки, Центральної Америки та Карибського басейну.
Легкоатлети змагалися у 43 дисциплінах.
Чемпіони з багатоборств та напівмарафону визначались в межах окремих чемпіонатів.

## Основний чемпіонат

### Призери

#### Чоловіки
| Дисципліни                | Золото                                                   | Золото     | Срібло                                                                     | Срібло     | Бронза                                                                  | Бронза     |
| ------------------------- | -------------------------------------------------------- | ---------- | -------------------------------------------------------------------------- | ---------- | ----------------------------------------------------------------------- | ---------- |
| 100 метрів                | Акім Блейк Ямайка                                        | 9,98       | Кайрі Кінг США                                                             | 10,08      | Брендон Карнс США                                                       | 10,12      |
| 200 метрів                | Ендрю Гадсон Ямайка                                      | 19,87      | Кайрі Кінг США                                                             | 20,00      | Джозефус Лайлс США                                                      | 20,18      |
| 400 метрів                | Крістофер Тейлор Ямайка                                  | 44,63      | Нетон Аллен Ямайка                                                         | 45,04      | Брайс Дедмон США                                                        | 45,06      |
| 800 метрів                | Джона Коеч США                                           | 1.45,87    | Гендел Робан Сент-Вінсент і Гренадини                                      | 1.47,03    | Бреннон Кіддер США                                                      | 1.47,63    |
| 1500 метрів               | Ерік Голт США                                            | 3.37,62    | Джош Томпсон США                                                           | 3.37,88    | Шарль Філібер-Тібуто Канада                                             | 3.37,91    |
| 5000 метрів               | Вуді Кінкейд США                                         | 14.48,58   | Томас Фафард Канада                                                        | 14.49,41   | Кіран Ламб Канада                                                       | 14.50,06   |
| 10000 метрів              | Шон Мак-Горті США                                        | 29.23,77   | Діллон Маггард США                                                         | 29.33,57   | Ендрю Александер Канада                                                 | 29.33,73   |
| 110 метрів з бар'єрами    | Фредді Кріттенден США                                    | 13,00      | Джамал Брітт США                                                           | 13,08      | Орландо Беннетт Ямайка                                                  | 13,18      |
| 400 метрів з бар'єрами    | Кайрон Мак-Мастер Британські Віргінські Острови          | 47,34      | Халліфа Россер США                                                         | 47,59      | Сіджей Аллен США                                                        | 48,23      |
| 3000 метрів з перешкодами | Еван Джагер США                                          | 8.22,55    | Дункан Гемілтон США                                                        | 8.31,19    | Жан-Сімон Дегань Канада                                                 | 8.33,25    |
| 4×100 метрів              | СШАЛоуренс Джонсон Брендон Карнс Ісая Янг Кайрі Кінг     | 38,29      | Тринідад і ТобагоДжерод Елкок Ерік Гаррісон (молодший) Аса Гевара Кайл Гро | 38,94      | ЯмайкаАкім Блейк Ендрю Гадсон Кадріан Голдсон Джазіл Мерфі              | 38,94      |
| 4×400 метрів              | СШАКвінсі Голл Ісмаїл Тернер Халліфа Россер Брайс Дедмон | 3.01,79    | ЯмайкаДеміш Гей Карайм Бартлі Джевон Френсіс Крістофер Тейлор              | 3.05,47    | Багамські ОстровиКіннейрд Ролл Алонзо Расселл Шакім Сміт Венделл Міллер | 3.06,21    |
| Ходьба 20000 метрів       | Хосе Ортіс Гватемала                                     | 1:26.21,08 | Еван Данфі Канада                                                          | 1:27.17,91 | Ерік Баррондо Гватемала                                                 | 1:28.32,19 |
| Стрибки у висоту          | Джанго Ловетт КанадаЛуїс Енріке Саяс Куба                | 2,25       | не вручалась                                                               |            | Дональд Томас Багамські Острови                                         | 2,25       |
| Стрибки з жердиною        | Едуардо Наполес Куба                                     | 5,25       | Люк Віндер США                                                             | 5,05       | не вручалась                                                            |            |
| Стрибки в довжину         | Вільям Вільямс США                                       | 7,89       | Таджей Гейл Ямайка                                                         | 7,81       | Шонді Томпсон Ямайка                                                    | 7,75       |
| Потрійний стрибок         | Кріс Бенард США                                          | 16,28      | Джа-Нхай Перінчіф Бермудські Острови                                       | 15,89      | Теко О'Гарро Нідерландські Антильські острови                           | 15,70      |
| Штовхання ядра            | Роджер Стін США                                          | 20,78      | Адріан Пайпері США                                                         | 20,76      | О'Дейн Річардс Ямайка                                                   | 20,05      |
| Метання диска             | Тревіс Смікл Ямайка                                      | 62,89      | Федрік Дакрес Ямайка                                                       | 62,79      | Маріо Альберто Діас Куба                                                | 62,13      |
| Метання молота            | Руді Вінклер США                                         | 78,29      | Деніел Го США                                                              | 76,38      | Роуен Гемілтон Канада                                                   | 74,36      |
| Метання списа             | Кертіс Томпсон США                                       | 84,23      | Кешорн Волкотт Тринідад і Тобаго                                           | 83,94      | Ітан Даббс США                                                          | 81,43      |

#### Жінки
| Дисципліни                | Золото                                                              | Золото     | Срібло                                                                           | Срібло     | Бронза                                                       | Бронза     |
| ------------------------- | ------------------------------------------------------------------- | ---------- | -------------------------------------------------------------------------------- | ---------- | ------------------------------------------------------------ | ---------- |
| 100 метрів                | Шеріка Джексон Ямайка                                               | 10,83      | Селера Барнс США                                                                 | 11,10      | Наташа Моррісон Ямайка                                       | 11,11      |
| 200 метрів                | Бріттані Браун США                                                  | 22,35      | Тайнія Гайтер Багамські Острови                                                  | 22,41      | Акейла Мітчелл США                                           | 22,53      |
| 400 метрів                | Шона Міллер-Уйбо Багамські Острови                                  | 49,40      | Сада Вільямс Барбадос                                                            | 49,86      | Стефані-Енн Макферсон Ямайка                                 | 50,36      |
| 800 метрів                | Аджей Вілсон США                                                    | 1.58,47    | Аллі Вілсон США                                                                  | 1.58,48    | Адель Трейсі Ямайка                                          | 1.59,54    |
| 1500 метрів               | Гезер Маклін США                                                    | 4.04,53    | Адель Трейсі Ямайка                                                              | 4.08,32    | Гелен Шлахтенгауфен США                                      | 4.10,43    |
| 5000 метрів               | Натоша Роджерс США                                                  | 15.11,68   | Фіона О'Кіфф США                                                                 | 15.15,13   | Елеанор Фултон США                                           | 15.50,31   |
| 10000 метрів              | Стефані Брюс США                                                    | 33.12,42   | Емілі Ліпарі США                                                                 | 33.54,61   | Беверлі Рамос Пуерто-Рико                                    | 35.01,33   |
| 100 метрів з бар'єрами    | Алайша Джонсон США                                                  | 12,62      | Меган Таппер Ямайка                                                              | 12,68      | Девінн Чарлтон Багамські Острови                             | 12,71      |
| 400 метрів з бар'єрами    | Шаєнн Селмон Ямайка                                                 | 54,22      | Дженів Расселл Ямайка                                                            | 54,87      | Кассандра Тейт США                                           | 55,62      |
| 3000 метрів з перешкодами | Габрієль Дженнінгс США                                              | 9.34,36    | Кеті Рейнсбергер США                                                             | 9.40,74    | Реган Ї Канада                                               | 9.54,92    |
| 4×100 метрів              | СШАДжавіан Олівер Тіна Деніелс Моролаке Акіносун Селера Барнс       | 42,35      | Багамські ОстровиПрінтассія Джонсон Антонік Стракан Тайнія Гайтер Девінн Чарлтон | 43,34      | ЯмайкаНаталія Вайт Наташа Моррісон Ешлі Вільямс Меган Таппер | 43,39      |
| 4×400 метрів              | СШАКайлін Вітні Кайра Джефферсон Акейла Мітчелл Джейд Стептер Бейнс | 3.23,54    | ЯмайкаАндренетт Найт Джунелл Бромфілд Шаєнн Селмон Дженів Расселл                | 3.26,32    | не вручалась                                                 |            |
| Ходьба 20000 метрів       | Мірна Ортіс Гватемала                                               | 1:40.04,78 | Робін Стівенс США                                                                | 1:40.47,16 | Марія Міхта-Коффі США                                        | 1:42.14,32 |
| Стрибки у висоту          | Вашті Каннінгем США                                                 | 1,92       | Рейчел Гленн США                                                                 | 1,84       | Хімена Есківель Мексика                                      | 1,81       |
| Стрибки з жердиною        | Аліна Мак-Дональд США                                               | 4,50       | Емілі Гроув США                                                                  | 4,40       | Рейчел Гайнк Канада                                          | 4,20       |
| Стрибки в довжину         | Кванеша Беркс США                                                   | 6,75       | Крістабель Нетті Канада                                                          | 6,46       | Шаніс Портер Ямайка                                          | 6,43       |
| Потрійний стрибок         | Теа Лафонд Домініка                                                 | 14,49      | Кетура Орджі США                                                                 | 14,32      | Давіслейдіс Веласко Куба                                     | 14,08      |
| Штовхання ядра            | Сара Міттон Канада                                                  | 20,15      | Джессіка Вудард США                                                              | 18,82      | Джессіка Ремсі США                                           | 18,74      |
| Метання диска             | Лаулауга Таусага-Коллінс США                                        | 63,18      | Денія Кабальєро Куба                                                             | 61,86      | Рейчел Дінкофф США                                           | 61,56      |
| Метання молота            | Джейні Кассанавойд США                                              | 71,51      | Брук Андерсен США                                                                | 68,66      | Джілліан Вейр Канада                                         | 66,20      |
| Метання списа             | Кара Вінгер США                                                     | 64,68      | Аріана Інс США                                                                   | 59,69      | Рема Отабор Багамські Острови                                | 57,91      |

#### Змішана дисципліна
| Дисципліни   | Золото                                                        | Золото  | Срібло                                                        | Срібло  | Бронза                                                                    | Бронза  |
| ------------ | ------------------------------------------------------------- | ------- | ------------------------------------------------------------- | ------- | ------------------------------------------------------------------------- | ------- |
| 4×400 метрів | СШАКвінсі Голл Джейд Стептер Бейнс Ісмаїл Тернер Кайлін Вітні | 3.12,05 | ЯмайкаДеміш Гей Джунелл Бромфілд Карайм Бартлі Андренетт Найт | 3.14,08 | КубаРейнель Пінтадо Роксана Гомес Ласаро Тейлор Фернандес Ліснейді Вейтія | 3.20,35 |

### Медальний залік
| Місце                | Країна                        | Золото | Срібло | Бронза | Загалом |
| -------------------- | ----------------------------- | ------ | ------ | ------ | ------- |
| 1                    | США                           | 29     | 22     | 13     | 64      |
| 2                    | Ямайка                        | 6      | 10     | 9      | 25      |
| 3                    | Канада                        | 2      | 3      | 9      | 14      |
| 4                    | Куба                          | 2      | 1      | 3      | 6       |
| 5                    | Гватемала                     | 2      | 0      | 2      | 4       |
| 6                    | Багамські Острови             | 1      | 1      | 4      | 6       |
| 7                    | Британські Віргінські Острови | 1      | 0      | 0      | 1       |
| 7                    | Домініка                      | 1      | 0      | 0      | 1       |
| 9                    | Тринідад і Тобаго             | 0      | 2      | 0      | 2       |
| 10                   | Сент-Вінсент і Гренадини      | 0      | 1      | 0      | 1       |
| 10                   | Барбадос                      | 0      | 1      | 0      | 1       |
| 10                   | Бермудські Острови            | 0      | 1      | 0      | 1       |
| 13                   | Антигуа і Барбуда             | 0      | 0      | 1      | 1       |
| 13                   | Мексика                       | 0      | 0      | 1      | 1       |
| 13                   | Пуерто-Рико                   | 0      | 0      | 1      | 1       |
| Загалом (15 збірних) | Загалом (15 збірних)          | 44     | 42     | 43     | 129     |

## Окремі чемпіонати
- Чемпіонат Північної і Центральної Америки та країн Карибського басейну з легкої атлетики з легкоатлетичних багатоборств 2022 відбувся 14-15 травня в Оттаві на стадіоні «Террі Фокс»[en].
- Чемпіонат Північної і Центральної Америки та країн Карибського басейну з легкої атлетики з напівмарафону 2022 відбувся 22 травня в Сан-Хосе.

### Чоловіки
| Дисципліни    | Золото                             | Золото  | Срібло                       | Срібло  | Бронза               | Бронза  |
| ------------- | ---------------------------------- | ------- | ---------------------------- | ------- | -------------------- | ------- |
| Десятиборство | Кен Маллінгс Багамські Острови     | 7537    | Шон Бодуан Канада            | 6450    | Ростам Тернер Канада | 6344    |
| Напівмарафон  | Альберто Гонсалес Міндес Гватемала | 1:03.30 | Данієль Йоганнінг Коста-Рика | 1:04.44 | Лі Весселіус Канада  | 1:05.03 |

### Жінки
| Дисципліни   | Золото               | Золото  | Срібло                 | Срібло  | Бронза               | Бронза  |
| ------------ | -------------------- | ------- | ---------------------- | ------- | -------------------- | ------- |
| Семиборство  | Мішель Атерлі Канада | 6029    | Ніколь Остертаг Канада | 5801    | Мод Левеє Канада     | 5136    |
| Напівмарафон | Саша Голліш Канада   | 1:17.56 | Лора Дежардан Канада   | 1:19.52 | Коллін Вілсон Канада | 1:20.07 |